# 145th Street (linea IND Eighth Avenue)
145th Street è una stazione della metropolitana di New York situata sulle linee IND Eighth Avenue e IND Concourse. Nel 2019 è stata utilizzata da 7 464 653 passeggeri. È servita dalle linee A e D sempre, dalla linea C sempre tranne di notte, e dalla linea B durante i giorni feriali esclusa la notte.

## Storia
La stazione di 145th Street fu costruita come parte del prolungamento della linea IND Eighth Avenue, da Chambers Street a 207th Street, entrato in servizio il 12 settembre 1932.
La stazione sulla linea IND Concourse fu invece inaugurata il 1º luglio 1933.

## Strutture e impianti

### Architettura
Nel piano binari entrambi i muri esterni posseggono una linea spessa di colore oro con un contorno di colore nero. Proprio al di sotto di questa linea sono presenti delle targhette nere con scritto in bianco 145.
Sempre sul piano binari troviamo delle colonne oro, disposte ad intervalli regolari, e su di esse, in modo alternato, si trovano delle targhette nere con scritto in bianco il nome della stazione.

### Configurazione
Il piano binari della stazione può essere suddiviso in due livelli. Il livello superiore possiede quattro binari e due piattaforme ad isola e viene utilizzato dai treni delle linee A e C. Il livello inferiore possiede invece tre binari e due piattaforme ad isola ed è utilizzato da treni delle linee B e D.
Al livello superiore, nella zona nord della stazione, vi è uno spazio, vicino al binario locale, che è stato costruito insieme alla stazione, ma senza uno scopo specifico. Qui vi si trova infatti un buco nel pavimento che permette di vedere il livello inferiore.
A sud di questa stazione, da 135th Street a 125th Street, la linea dispone di sei binari. I treni espressi utilizzano i binari centrali, mentre i treni locali quelli laterali.
La stazione possiede due mezzanini, che inizialmente ne formavano uno solo. Al livello inferiore si trovano poi delle scale mobili, che bypassando il livello superiore portano direttamente al mezzanino.
La stazione è anche un punto di trasferimento frequente per gli appassionati che utilizzano la linea D per raggiungere lo Yankee Stadium. È utilizzata anche per raggiungere il campus del City College, essendo la stazione vicina al suo margine settentrionale.

## Interscambi
La stazione è servita da alcune autolinee gestite da NYCT Bus.
- Fermata autobus